# Henrik Grosch

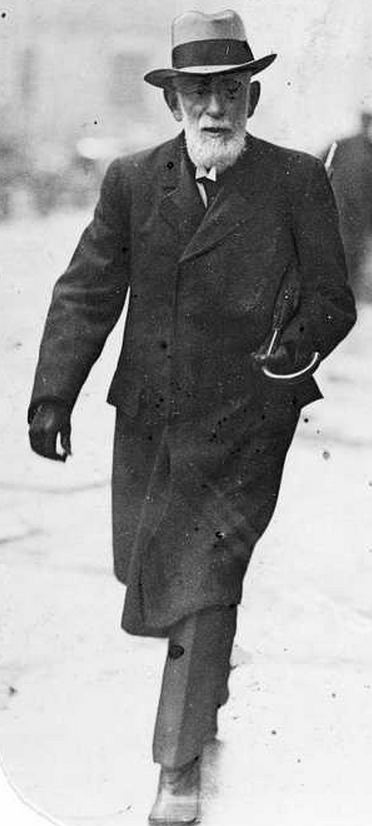

Henrik August Grosch, född den 21 juli 1848 i Kristiania (nuvarande Oslo), död den 11 februari 1929, var en norsk museiman. Han var brorson till Christian H. Grosch.
Grosch blev juris kandidat 1871 och anställdes vid Justitiedepartementet 1873, men blev 1886 tjänstledig för att helt kunna ägna sig åt Kristiania konstindustrimuseum. 
Han hade varit med om att starta det 1876 och var fram till 1919 dess konservator och direktör. Under hans ledning blev det ett av de mest betydande museerna i sin art i Norden. 
Grosch hade stort inflytande på norsk konsthantverk. Han gav bland annat ut planschverken Gamle norske tæpper (1889), Gamle norske billedtæpper (1901), Gammel norsk vævkunst (1913-1922).